# Alauda
Alauda je rod pěvců z čeledi skřivanovití. V češtině se pro něj užívá nejednoznačné jméno skřivan. Vyskytuje se ve třech druzích po celé Evropě, v Asii a v severoafrických horách. Druh skřivan razoský (Alauda razae) se vyskytuje endemicky na ostrově Razo, který je součástí Kapverdských ostrovů. V Česku žije skřivan polní (Alauda arvensis).
Jedinci tohoto druhu dorůstají délky 14–18 cm. Žijí na polích, stepích a ve vřesovištích. Živí se především semeny rostlin; v období odchovu mláďat doplňují tuto stravu i hmyzem. Hnízdí na zemi mezi trsy trávy, do jednoho hnízda snáší 3–6 vajec. Známí jsou pro svůj charakteristický zpěv, který vydávají za letu.

## Druhy
- skřivan polní (Alauda arvensis)
- skřivan východní (Alauda gulgula)
- skřivan japonský (Alauda japonica)
- skřivan razoský = kapverdský (Alauda razae)

Do rodu Alauda býval také řazen skřivánek krátkoprstý (Calandrella brachydactyla), jeho jméno tedy znělo Alauda brachydactyla.